# Межиріцький район
Межиріцький район — колишнє адміністративне утворення у складі Ровенської області Української РСР з центром у селі Межирічі (зараз Великі Межирічі).

## Історія
Указом Президії Верховної Ради Української РСР від 17 січня 1940 року в Ровенській області утворюються 30 районів, серед них — Межиріцький з ґміни Межиричі Ровенського повіту. У першій половині 1944 року відновлено довоєнний адміністративний поділ області.
За даними районного відділу МДБ станом на квітень 1948 року з району було виселено 100 родин «бандпособників» і націоналістів.
Указом Президії ВР УРСР від 21 січня 1959-го «Про ліквідацію деяких районів Рівненської області» ліквідовуються 11 районів Ровенської області, серед яких Межиріцький район. Його територія включена до складу Корецького і Соснівського районів.